# Tchang-pching
Tchang-pching je čínský slangový neologismus, který vyjadřuje odmítnutí společenského tlaku na vysoký pracovní výkon a dosahování výsledků. Výraz je tvořen znaky „ležet na zádech“ a „rovný“ (anglicky bývá překládán jako lying flat).
Tchang-pching lze považovat za čínský ekvivalent amerického hnutí hippies a fenoménu japonských býložravých mužů bez zájmu o vztahy se ženami. Někteří mladí Číňané totiž odmítají nejen stresy působené soutěživým pracovním prostředím, ale i společenská očekávání, která se týkají hledání partnera a zakládání rodiny.
Na rozdíl od ze společnosti vyčleněných hikikomori v Japonsku však nejsou mladí Číňané sympatizující s postojem tchang-pching nutně sociálně izolovaní. Jen se rozhodli snížit míru své pracovní angažovanosti i materiální ambice a zjednodušit své cíle. Přitom vydělávají tak, aby pokryli své základní potřeby. Důležitější než vysoké výdělky je pro ně jejich duševní zdraví.
V roce 2022 se ze Spojených států začal šířit fenomén tzv. tiché výpovědi. Jde o stav, kdy zaměstnanec dělá minimum, které jeho pozice vyžaduje, nic navíc. Inspirací pro tento fenomén mohl být právě tchang-pching.

## Původ termínu
Termín se na čínském internetu poprvé objevil v roce 2020, na začátku pandemie covidu-19. Vývoj s ním spojeného hnutí začal v dubnu 2021 příspěvkem Luo Huazhonga (s uživatelským jménem „Kind-Hearted Traveler“) na internetovém fóru Baidu Tieba, kde vysvětloval své důvody pro minimalistický životní styl. V roce 2016 opustil tehdy 26letý Luo práci v továrně, protože ho nenaplňovala. Na kole pak ujel 2100 km ze S'-čchuanu do Tibetu. Pak ve svém rodném městě Jiande v provincii Če-ťiang trávil čas čtením filozofických knih. Na živobytí si vydělával příležitostnou prací a 60 dolarů měsíčně si bral z úspor.
Podle jeho názoru není nic špatného na tom „hovět si jako Diogenes v sudu a vyhřívat se na sluníčku“ nebo „žít v jeskyni jako Herakleitos a přemýšlet o logu“.
Jeho příspěvek a příběh si rychle našly příznivce na sociálních sítích a tchang-pching se stalo módním slovem.

## Reakce režimu
Komunistická strana Číny tuto myšlenku rychle odmítla. Internetový regulátor nařídil online platformám „přísně omezit“ příspěvky na dané téma a nechal cenzory odstranit původní příspěvek. Diskusní skupina o téměř 10 000 členech na čínském webu Douban byla znepřístupněna.
V květnu 2021 zveřejnila státní agentura Nová Čína úvodník, podle nějž je tchang-pching hanba. Výraz „hanba“ je přitom ve 21. století v Číně využíván v masové propagandě v rámci seznamu „osmi druhů slávy a osmi druhů hanby“ řádného občana Číny.
V říjnu téhož roku generální tajemník Komunistické strany Číny Si Ťin-pching v článku publikovaném ve stranickém časopise Čchiou-š' Číňany vyzval, aby se tchang-pching vyhýbali.
Objevily se však také oficiální hlasy, které ke tchang-pching přistoupily smířlivěji. Pekingský deník Guangming Daily uvedl, že tento fenomén by neměl být bez další úvahy hned odmítnut – pokud chce Čína podporovat u mladých pracovitost, měla by se nejprve pokusit zlepšit kvalitu jejich života. Profesor literatury Huang Ping, který se na East China Normal University zabývá kulturou mladých lidí, řekl magazínu Sixth Tone, že fenomén tchang-pching může oficiální média znepokojovat kvůli ohrožení produktivity. „Lidé ale nejsou jen nástroje k vytváření věcí... Když nemůžete dohnat vývoj společnosti – například raketově rostoucí ceny bydlení – tchang-pching je vlastně ta nejracionálnější volba.“